# اگستینو ابباگنال
اگستینو ابباگنال ورزشکار مرد رشتهٔ روئینگ اهل کشور ایتالیا است. وی در بین سال‌های ‎۱۹۸۸ تا ۲۰۰۰ میلادی در مسابقات بازی‌های المپیک تابستانی در مجموع ۳ مدال، شامل ۳ مدال طلا را کسب کرد.